# Новгород-Сіверська міська територіальна громада
Новгород-Сіверська міська громада — територіальна громада в Україні, на територіях Новгород-Сіверської міської ради і Новгород-Сіверського району Чернігівської області. Адміністративний центр — місто Новгород-Сіверський.
Площа громади — 91,81 км², населення — 13 747 мешканців (2018).
Утворена 31 серпня 2018 року шляхом приєднання Горбівської сільської ради Новгород-Сіверського району до Новгород-Сіверської міської ради обласного значення.
Відповідно до Закону України «Про внесення змін до Закону України „Про добровільне об'єднання територіальних громад“ щодо добровільного приєднання територіальних громад сіл, селищ до територіальних громад міст республіканського Автономної Республіки Крим, обласного значення» громади, утворені внаслідок приєднання суміжних громад до міст обласного значення, визнаються спроможними і не потребують проведення виборів.
Відповідно до розпорядження Кабінету Міністрів України № 730-р від 12 червня 2020 року «Про визначення адміністративних центрів та затвердження територій територіальних громад Чернігівської області», до складу громади були включені території Березовогатської, Биринської, Блистівської, Будо-Вороб'ївської, Бучківської, Вороб'ївської, Грем'яцька, Дігтярівської, Кам'янсько-Слобідської, Ковпинської, Команської, Кудлаївської, Ларинівської, Лісконогівської, Мамекинської, Михальчино-Слобідської, Об'єднанської, Орлівської, Печенюгівської, Попівської, Смяцької, Троїцької, Чайкинської та Шептаківської сільських рад Новгород-Сіверського району .

## Населені пункти
До складу громади входять 1 місто (Новгород-Сіверський), 1 селище (Красна Гірка) і 83 села: Араповичі, Аршуки, Березова Гать, Бирине, Бір, Блистова, Богданове, Бугринівка, Будище, Будо-Вороб'ївська, Бучки, Великий Гай, Вильчики, Внутрішній Бір, Володимирівка, Вороб'ївка, Гай, Гірки, Гнатівка, Горбове, Городище, Грем'яч, Діброва, Дігтярівка, Дробишів, Іванків, Камінь, Кам'янська Слобода, Карабани, Киселівка, Клевин, Ковпинка, Колос, Комань, Красний Хутір, Кремський Бугор, Кролевець-Слобідка, Кудлаївка, Кузьминське, Ларинівка, Леньків, Лизунівка, Лісконоги, Ломанка, Лоска, Мамекине, Михайлівка, Михальчина-Слобода, Мовчанів, Муравейник, Мурав'ї, Новеньке, Новоселівка , Об'єднане, Орлівка, Осове, Печенюги, Підгірне, Полюшкине, Попівка, Прокопівка, Путивськ, Пушкарі, Рогівка, Сапожків Хутір, Слобідка, Смяч, Солов'їв, Стахорщина, Студинка, Троїцьке, Узруй, Ушівка, Фаївка, Форостовичі, Фурсове, Чайкине, Чернацьке, Чулатів, Шептаки, Юхнове, Ясна Поляна, Ясне.